# Watertoren (Leeuwarden Schrans)
De Watertoren Leeuwarden Schrans stond aan de Schrans/Zuiderplein in de stad Leeuwarden in de Nederlandse provincie Friesland.
De oudste watertoren van Leeuwarden werd gebouwd in 1888 naar een ontwerp van H.P.N. Halbertsma en Jan Verheul. De watertoren had een hoogte van 37 meter en een waterreservoir van 500 m³.
De toren werd gesloopt in 1972. De bouw van de toren kostte in 1888 50.000 gulden, terwijl het afbreken in 1972 60.000 gulden heeft gekost.
Akkrum · 
Bolsward ·
Dokkum ·
Drachten ·
Franeker ·
Harlingen ·
Heerenveen ·
Hoorn Terschelling ·
Joure ·
Leeuwarden 
(Groningerstraatweg · Schrans) ·
Lippenhuizen ·
Schiermonnikoog ·
Sint Jacobiparochie ·
Sneek